# Antigraptis
Antigraptis là một chi bướm đêm thuộc phân họ Tortricinae của họ Tortricidae.

## Các loài
- Antigraptis hemicrates Meyrick, 1930
- Antigraptis trigonia Zhang & Li, 2004